# Aixa Vigil
Aixa Gabriela Vigil Quispe (Lima, 23 de septiembre de 2001) es una voleibolista peruana. Juega como punta y su equipo actual es la Universidad San Martín de Porres de Perú. Es internacional con la Selección femenina de voleibol del Perú.

## Clubes
| Club                             | País           | Temporada         |
| -------------------------------- | -------------- | ----------------- |
| Universidad César Vallejo        | Perú           | 2015-16 / 2017-18 |
| Polk State College               | Estados Unidos | 2018-19 / 2019-20 |
| Oral Roberts Univ.               | Estados Unidos | 2020-21 / 2021-22 |
| Alianza Lima                     | Perú           | 2021-22 / 2024-25 |
| Universidad San Martín de Porres | Perú           | 2025-26 / act.    |

## Palmarés

### Selección nacional

#### Categoría Mayores
- 2018:  Tercera, Juegos Suramericanos 2018.
- 2022:  Campeona, Juegos Suramericanos 2022.

#### Categoría Sub-23
- 2021:  Subcampeona, Juegos Panamericanos Junior 2021.

#### Categoría Sub-20
- 2016:  Tercera, Sudamericano de Voleibol Femenino Sub-20 de 2016.
- 2019:  Tercera, Copa Panamericana de Voleibol Femenino Sub-20 de 2019.

#### Categoría Sub-18
- 2016:  Subcampeona, Sudamericano de Voleibol Femenino Sub-18 de 2016.

### Clubes

#### Ligas nacionales
- 2022:  Subcampeona, LNSV 2021-22 con Alianza Lima.
- 2023:  Subcampeona, LNSV 2022-23 con Alianza Lima.
- 2024:  Campeona, LNSV 2023-24 con Alianza Lima.
- 2025:  Campeona, LPV 2024-25 con Alianza Lima.

#### Copas nacionales
- 2020:  Subcampeona, Copa Nacional de Vóley 2020 con Alianza Lima.

#### Torneos internacionales
- 2025:  Subcampeona, Campeonato Sudamericano de Clubes de Voleibol Femenino 2025 con Alianza Lima.